# Filipe de Bethencourt

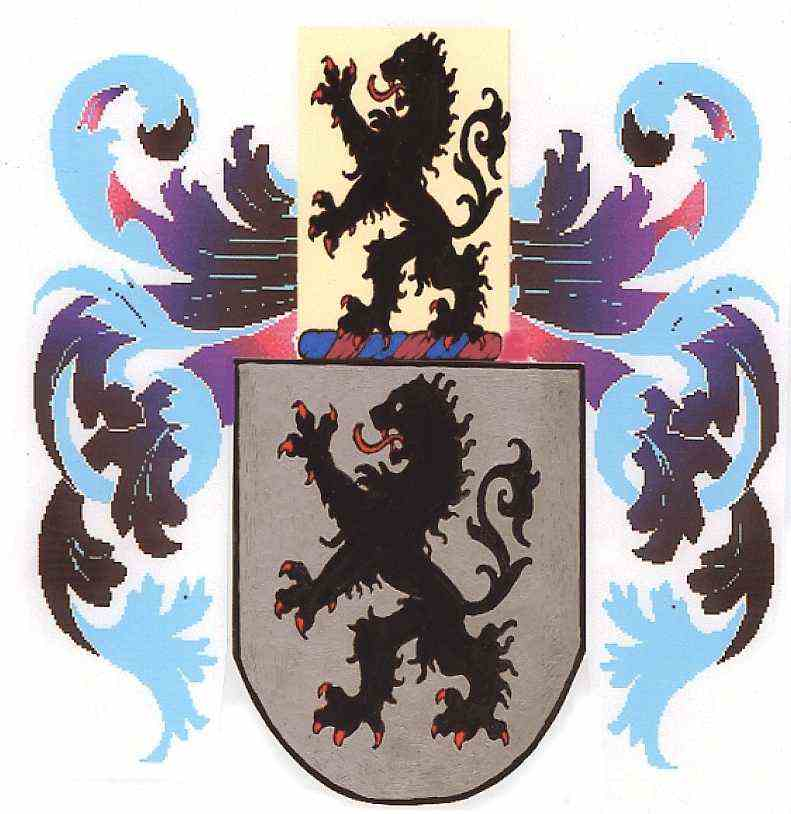
Brasão da família Bettencourt.

Filipe de Bettencourt-en-Braye (em francês: Philippe; Sigy-en-Bray, Argueil, Dieppe, Seine-Maritime, França, 1220 - Sigy-en-Bray, 1278) foi Senhor e herdeiro de Bettencourt-en-Braye e um nobre francês que deteve o senhorio de Béthencourt e de St. Vincent de Rouvray na Normandia. 
Encontra-se sepultado na Capela da igreja do priorado de Sigy-en-Bray, comuna francesa na região administrativa da Alta-Normandia, no departamento Seine-Maritime. 

## Relações familiares
1. Reginaldo II de Bettencourt (Sigy-en-Bray, Argueil, Dieppe, Seine-Maritime, França, 1250 - Sigy-en-Bray, 1310). [1]